# Uncanny X-Men
Az Uncanny X-Men vagy korábbi nevén X-Men egy, a Marvel Comics által kiadott képregénysorozat, melynek első száma 1963 szeptemberében jelent meg az Egyesült Államokban. Ez a sorozat volt az első melyben kizárólag az X-Men szuperhős csapatának történetei jelentek meg az X-Men franchise részeként. Azóta ennek a franchise-nak a révén több képregénysorozat is indult a csapat szereplésével. Ilyenek az Astonishing X-Men, a New X-Men, az X-Factor, az X-Force, az X-Men és a Generation X.
Magyarországon ennek a sorozatnak a történetei a Semic Interprint kiadásában jelentek meg az X-Men című képregénysorozatban.

## Története
Az író-szerkesztő Stan Lee és Jack Kirby rajzoló által megteremtett sorozat 1963-ban indult útjára melynek első számában bemutatkozott az eredeti X-Men öt alapító tagja (Küklopsz, Csodalány, Angyal, Bestia és Jégember), tanítójuk és mentoruk, X Professzor, valamint a szuperbűnöző Magneto. A sorozat először kéthavonta, majd a 14. számtól (1965. november) havonta jelent meg.
A sorozat a 66. szám után (1970. március) megszűnt, majd kilenc hónappal később kéthavi rendszerességgel újra folytatódott a régi, újranyomtatott történetekkel. 1975 májusában a Giant Size X-Men első számában a csapathoz új tagok csatlakoztak és a 94. szám után új történetekkel jelent meg a képregény. A sorozat 1978 augusztusában a 112. számtól ismét havi megjelenéssel folytatódott.
A Marvel még néhányszor visszatért a kéthavonta való kiadáshoz (így 1988 és 1990 között, 1999-ben és 2002 és 2006 között). Az 1980-as évek elejére a sorozat az egyik legsikeresebb amerikai képregények egyike lett. Ennek köszönhetően számos spin-off és minisorozat látott napvilágot.

## X-MenvagyUncanny X-Men?
A sorozat címe eredetileg The X-Men volt 1963 és 1981 között. Az Uncanny (magyarul „különleges”) jelző a 114. számtól (1978. október) kezdett megjelenni a borítókon rendszertelen jelleggel, majd 142. számmal (1981. február) állandósult.
1991-ben új sorozat indult X-Men címmel. Ettől kezdve az 1981 előtti sorozatra mint „első sorozat”, vagy ami jellemzőbb, Uncanny X-Men címen hivatkoznak.

## Csapatfelállás
- #001-066, #067-093: Küklopsz, Jean Grey (mint Csodalány), Bestia, Jégember, Angyal, X Professzor

-Egy rövid időre a Változó X Professzornak álcázva magát volt csapattag egészen haláláig. A Mímus szintén tagja lett a csapatnak, mikor Angyalnak sérülései miatt egy időre vissza kellett vonulnia.
-A 67. és 93. számok között a régebbi kiadásokban szereplő történetek (#10-45) szerepeltek újranyomtatva.
-A 66. és 94. számok közötti hézagos időszakban, Plazma és Polaris is tagja volt a csapatnak. Az ő kalandjaik utólag jelentek meg John Byrne, X-Men: The Hidden Years című képregényében.
- #094: Vihar, Küklopsz, Jean Grey (as Csodalány), Jégember, Angyal, Rozsomák, Árnyék, Kolosszus, Naptűz, Vészmadár, Viharmadár, Plazma, Polaris, X Professzor

-Ennek a számnak az eseményei után, Küklopsz kivételével, az összes eredeti alapító tag elhagyta a csapatot.
-Naptűz elhagyta az X-Men csapatát miután segített megmenteni az alapító tagokat Krakoa, az élő sziget fogságából (Giant-Size X-Men #1).
- #095: Küklopsz, Vihar, Rozsomák, Árnyék, Kolosszus, Vészmadár, Viharmadár, X Professzor
- #096-109: Küklopsz, Vihar, Rozsomák, Árnyék, Kolosszus, Vészmadár
- #110-129: Küklopsz, Jean Grey (mint Főnix), Vihar, Rozsomák, Árnyék, Kolosszus, Vészmadár
- #130-138: Küklopsz, Jean Grey (mint Főnix), Vihar, Rozsomák, Árnyék, Kolosszus

-Később kiderült, hogy ez a Jean Grey a Főnix Erő által létrehozott gazdatest volt. Az igazi Jean Grey egy gyógyító bábban szunnyadt a Jamaica Bay fenekén, amíg a Bosszú Angyalai meg nem találták.
- #139-148: Angyal, Vihar, Rozsomák, Árnyék, Kolosszus, Kitty Pryde (mint Szellem)
- #149-170: Küklopsz, Vihar, Rozsomák, Árnyék, Kolosszus, Kitty Pryde (mint Szellem)

-Carol Danvers, vagyis Gemini, az X-Men oldalán harcolt a fészek ellen és az X-ek kúriájában lakott, de tagként nem lépett be. Miután Vadócot bevették a csapatba Carol otthagyta a kúriát.
- #171-183: Küklopsz, Vihar, Rozsomák, Árnyék, Kolosszus, Kitty Pryde (mint Szellem), Vadóc
- #184-201: Küklopsz, Vihar, Rozsomák, Árnyék, Kolosszus, Kitty Pryde (mint Szellem), Vadóc, Rachel Summers (mint Főnix)
- #202-209: Vihar, Rozsomák, Árnyék, Kolosszus, Árnymacska, Vadóc, Rachel Summers (mint Főnix)
- #210-218: Vihar, Rozsomák, Árnyék, Kolosszus, Árnymacska, Vadóc
- #219-247: Vihar, Rozsomák, Kolosszus, Vadóc, Psziché, Plazma, Mázlista, Káprázat
- #248-280: Vihar, Rozsomák, Kolosszus, Vészmadár, Gambit (267. számtól), Psziché, Forge, Jubilee
- #281-315: Jean Grey, Jégember, Arkangyal, Vihar, Kolosszus, Bishop (arany csapat)
- #316-340: Küklopsz, Jean Grey, Bestia, Jégember, Arkangyal, Vihar, Rozsomák, Vadóc, Gambit, Psziché, Bishop, Ágyugolyó
- #341-350: Bestia, Vadóc, Gambit, Bishop, Joseph
- #351-359: Bestia, Vihar, Rozsomák, Vadóc, Ágyúgolyó, Marrow, Cecilia Reyes, Maggott
- #360-380: Vihar, Rozsomák, Árnyék, Kolosszus, Árnymacska, Vadóc, Gambit, Marrow
- #381-391: Jean Grey, Bestia, Vihar, Gambit, Kábel, Bishop
- #392-393: Küklopsz, Jean Grey, Rozsomák, Káprázat, Sarkcsillag, Omerta, Wraith, Frenzy
- #394-412: Jégember, Arkangyal, Rozsomák, Árnyék, Chamber, Stacy X
- #413-443: Jégember, Arkangyal, Rozsomák, Árnyék, Plazma, Sarkcsillag, Husk, Buldózer, Polaris
- #444-474: Vihar, Rozsomák, Árnyék, Psziché, Bishop, Rachel Summers (mint Csodalány), Sage, Ágyugolyó
- #475- : X Professzor, Árnyék, Csodalány, Plazma, Polaris, Hadiösvény, Darwin

## Alkotók
| Rendszeres írók - Stan Lee, 1963-1966, részt vett a sorozat megteremtésében is - Roy Thomas, 1966-1968 - Gary Friedrich, 1968 - Arnold Drake, 1968-1969 - Roy Thomas, 1969-1970 - nincs, 1970-1975 (ez időben csak újranyomtatott történetek jelentek meg) - Chris Claremont, 1975-1991 - John Byrne, 1978-1981 - közös munka Jim Lee, Whilce Portacio, John Byrne és mások között, 1991-1992 - Scott Lobdell, 1992-1997 - Steven T. Seagle, 1997-1999 - Alan Davis, 1999-2000 - Chris Claremont, 2000-2001 - Scott Lobdell, 2001 - Joe Casey, 2001-2002 - Chuck Austen, 2002-2004 - Chris Claremont, 2004-2006 - Ed Brubaker, 2006- | Rendszeres rajzolók - Jack Kirby, 1963-1965, részt vett a sorozat megteremtésében is - Jack Kirby (csak szerkesztés) és Werner Roth (a.k.a. Jay Gavin), 1965-1966 - Werner Roth (a.k.a. Jay Gavin), 1966-1967 - Ross Andru, 1967 (két szám) - Don Heck, 1967-1968 - George Tuska, (egy szám) - Jim Steranko, 1968-1969 (két szám) - Don Heck és Werner Roth, 1969 - Barry Windsor-Smith, (egy szám) - Neal Adams, 1969-1970 - nincs, 1970-1975 (ez időben csak újranyomtatott történetek jelentek meg) - Dave Cockrum, 1975-1977 - John Byrne, 1977-1981 - Dave Cockrum, 1981-1982 - Paul Smith, 1982-1983 - John Romita, Jr., 1983-1986 - Marc Silvestri, 1987-1990 - további rajzolók, általában Rick Leonardi és Jim Lee, akik főleg az idő alatt vettek részt a munkában, mikor a képregény kéthavonta jelentkezett - Jim Lee, 1990-1991 - Jim Lee és Whilce Portacio, 1991-1992 - Brandon Peterson, 1992-1993 - John Romita, Jr., 1993-1994 - Joe Madureira, 1994-1997 - Chris Bachalo, 1998 - Adam Kubert, 1999-2000 - nincs, 2000-2004 között több illusztrátor dolgozott a képregényen - Alan Davis, 2004-2005 - Olivier Coipel, Andy Park, és Tom Raney váltották Alan Davist minden történet után - Chris Bachalo, 2005-2006 - Billy Tan, 2006- |